# Ia Ninidze
Ia Ninidze (Tbiliszi,  1960. szeptember 8. –) grúz színésznő.

## Élete
Ninidze 1960-ban született Tbilisziben. Édesapja televíziós rendező volt, anyja pedig orosz nyelvet tanított. Gyermekkorában balettre járt Tbilisziben, itt fedezték fel színészi képességeit is. Tizenhárom évesen szerepelt Georgij Sengelaja ikonikus grúz musicalfilmjében, A Verijszkij negyed melódiái című művében, ahol Tamro nevű lányt játszott, aki balettiskolába akart járni.
A "grúz Audrey Hepburn"-nek is nevezik. Filmjei közé tartozik az 1968-as film, a Ne búsulj! és az 1975-ös film, a Focizzon, aki tud. Ez a film egy grúz futballcsapatról szól, akik hazai és nemzetközi futballcsapatokkal küzdenek meg. Az 1987-es, Vezeklés című filmben a főszereplő feleségét Gulikot alakította. A filmet 1984-ben forgatták, de három évbe telt, mire a szovjet cenzúra beleegyezett a film terjesztésébe. A film egy szatíra Sztálin életéről és bűneiről.
A televízióban  az Egyszerű igazságok és a Mennyei fecskék című kétrészes vígjátékban szerepelt. Ez utóbbi népszerű orosz tévéfilmben egy diáklányt alakított, aki színésznő szeretne lenni, és akit énektanára elkísér az esküvőre. Moszkvába költözik, hogy színházban szerepeljen.
2012-ben szerepet kapott a Tessék mosolyogni című grúz filmben, amely Ruszudan Chkonia kis költségvetésű filmje volt, és amely abban az évben az Oscar-gálán a legjobb idegen nyelvű film kategóriában  Grúziát képviselte. A vígjáték ambiciózus anyák története, akik versenyeznek miközben lányaikat egy gátlástalan szépségversenyre benevezik.

## Magánélete
Két gyermeke van.

## Filmjei
- Ne búsulj! (1968)... Szofiko lánya
- A Verijszkij negyed melódiái (1973)... Tamro
- Sahaero khidi (1974)
- Focizzon, aki tud (1975)... Elene
- Pesni nad oblakami (1976)... Nafisat
- Nebáncsvirág (1976)... Denise
- Orekh Krakatuk (1977)... Masha
- A Föld fia (1980)
- Könnycseppek (1983)
- Prikazano vzyat zhivym... (1984)... Szofiko
- Vezeklés (1984)... Guliko
- Aqedan da shenamdis (1984)
- Loma (1985)
- Lyubimets publiki 81985)
- Sdelka (1985)
- Kak dom, kak dela (1987)
- Omi kvelastvis omia 81990)
- Zvyozdnaya noch v Kamergerskom (1997)
- Prostye istiny (1999–2003)... Karina mamája
- Nina (2001)... Natalja
- Syschik bez litsenzii (2003)
- Vasilyevskiy ostrov (2009)
- Tikhaya zastava (2011)... Farida
- Tessék mosolyogni! (2012)... Lizzi mamája
- Srazu posle sotvoreniya mira/Right After the Creation of the World (2013)
- Not All Women Are Women (2014)
- Hotel Eleon (2017)

## Fordítás
- Ez a szócikk részben vagy egészben  az   Ia Ninidze című angol Wikipédia-szócikk ezen változatának fordításán alapul.  Az eredeti cikk szerkesztőit annak laptörténete sorolja fel. Ez a jelzés csupán a megfogalmazás eredetét és a szerzői jogokat jelzi, nem szolgál a cikkben szereplő információk forrásmegjelöléseként.